# Гражина Байкштіте
Гражина Байкштіте (лит. Gražina Baikštytė; 20 липня 1951) — литовська радянська акторка театру і кіно, журналістка.

## Біографія
Народилась 20 липня 1951 у Вільнюсі.
У 1970–1972 роках працювала моделлю Вільнюського Будинку моделей.
У 1972–1973 роках навчалась у Каунаському політехнічному інституті, одночасно була солісткою ансамблю народного танцю «Суктиніс».
У 1977 році закінчила ВГІК (майстерня Сергія Бондарчука та Ірини Скобцевої). Працювала акторкою Каунаського драматичного театру.
У 2002–2004 роках співпрацювала з журналами «Чоловік і жінка», «Балтійська косметика». З 2007 року — журналістка журналу «Ліліт».
Брала участь у виборчій кампанії до Сейму Литви 2008 року.

## Фільмографія
- 1972 — Маленький реквієм для губної гармоніки | Väike reekviem suupillile — Катрін;
- 1972 — Останній форт — Гертруда;
- 1972 — Хроніка ночі — стюардеса;
- 1973 — Відкриття — дружина Андрія;
- 1975 — День розплати | Atpildo diena — Тереза, служниця;
- 1977 — У четвер і більше ніколи — Гражина, наречена Сергія, співачка;
- 1978 — Поки божеволіє мрія — баронеса Віра;
- 1978 — Хода золотих звірів — Ніна Юріївна, біологиня зоопарку;
- 1980 — Брати Ріко — Еліс;
- 1980 — Мільйони Ферфакса — місис Мерилін Ферфакс, дружина Ентоні;
- 1980 — Я — акторка — Надія Скарська;
- 1981 — Жінка у білому — Лора Ферлі / Анна Катерік;
- 1982 — Зоряне відрядження — Ейглорія, дружина Глоуса;
- 1983 — День перед святом;
- 1983 — Неділя з 11 до 17 (короткометражний);
- 1983 — Сповідь його дружини | Jo žmonos išpažintis — лаборантка;
- 1983 — Місячна веселка — Сильвія;
- 1983 — Казка про Зоряного хлопчика — мати Зоряного хлопчика;
- 1985 — Прийдешньому віку — Елеонора;
- 1985 — День гніву — дружина Бетлі;
- 1988 — Вікторія | Viktorija;
- 1990 — Рок-н-рол для принцес — чарівниця Ізмора;
- 1991 — Червоний острів — Мумія;
- 1993–1997 — Рідня | Giminės (Литва) — Моніка;
- 1994 — У раю також йде сніг | Rojuje irgi sninga (Литва);
- 1994 — Роже | Rožė (Литва, короткометражний) — Люція, мати Роже;
- 1997 — Намисто з вовчих ікол | Vilko dantų karoliai (Литва) — шанувальниця Тадаса;
- 2002 — Прокурори | Prokurorai (Литва) — лікарка;
- 2005 — Нормальна пара | Normali pora (Литва, короткометражний);
- 2008 — Єрмолови — Христина у літньому віці.